# Hopea forbesii
Hopea forbesii är en tvåhjärtbladig växtart som först beskrevs av Dietrich Brandis, och fick sitt nu gällande namn av Van Slooten. Hopea forbesii ingår i släktet Hopea och familjen Dipterocarpaceae. Inga underarter finns listade i Catalogue of Life.